# Snorre Ruch
Snorre Vestvold Ruch (Trondheim, Noruega; 21 de enero de 1972) es un músico noruego de black metal originario de Trondheim (Noruega).

## Bandas
En 1989 se unió a la banda de black metal Thorns (anteriormente "Stigma Diabolicum") una de las pioneras del género. En 1992 entró a Mayhem como segundo guitarrista durante un breve periodo de tiempo, en la cual aportó algunos riffs y terminó algunas de las letras para el álbum De Mysteriis Dom Sathanas.
Colaboró con Satyricon en la grabación de algunas canciones del álbum Rebel Extravaganza en 1999. En 2008 volvería a ayudar a la banda en la composición del álbum The age of Nero.

## Condena
En 1994, Snorre fue condenado a 8 años de prisión por complicidad en el asesinato de Øystein Aarseth (conocido como Euronymous, guitarrista de Mayhem). El asesinato de Aarseth se produjo en el apartamento de éste a manos del miembro de Burzum, Varg Vikernes.

## Discografía
| Año  | Título             | Banda     |
| ---- | ------------------ | --------- |
| 1999 | Rebel Extravaganza | Satyricon |
| 2001 | Thorns             | Thorns    |

- Datos: Q2255817